# Rio Duero
O Río Duero ou Rio Douro (Michoacán) e a cidade de Zamora de Hidalgo tomaram estes nomes devido ao fato de muitos dos fundadores serem de Zamora (Espanha), que é atravessada pelo rio Douro (em espanhol, Río Duero). 
O rio mexicano com este nome era chamado Yorecuahapundanapu pelos indígenas. O rio Douro tem sua origem nas montanhas de la Cañada de Chilchota, de lá chega em Zamora e continua seu trajeto até desembocar no lago de Chapala.